# Catatemnus thorelli
Catatemnus thorelli es una especie de arácnido del orden Pseudoscorpionida de la familia Atemnidae.

## Distribución geográfica
Se encuentra en Indonesia y Sarawak en Malasia.